# Верховинец, Василий Николаевич
Василий Николаевич Верховинец (наст. Костев; 5 января 1880, Старый Мизунь, Цислейтания — 11 апреля 1938, Киев) — советский украинский композитор, дирижёр и хореограф, первый теоретик украинского народного танца. Автор многих музыковедческих трудов, преподаватель хоровых дисциплин, теории музыки и гармонии, хоровой дирижёр, певец, хормейстер и хореограф, музыкальный и общественный деятель. Этнограф. Отец певицы Натальи Костев-Сарамаги и флейтиста Ярослава Верховинца.
Василий Верховинец, «… был не только высокоодарённых человеком, — говорил М. Ф. Рыльский, — но и человеком незаурядной образованности и широких культурных интересов».

## Биография
Родился в с. Мизунь (ныне Старый Мизунь в Калушском районе Ивано-Франковской области Украины) 5 января 1880 года в семье крестьянина-бедняка.
В 12 лет успешно окончил сельскую школу и уехал учиться в бурсу при Ставропигийском институте (Львов), где готовили слушателей для духовной и учительской семинарии.
В 1899 году Василий Николаевич окончил учительскую семинарию в Самборе с дипломом «Городского народного учителя» и начал педагогическую деятельность в должности преподавателя пения в школах села Бережница, а затем в Угринове, Калушского уезда.

### Театральная деятельность
Он проявил себя как незаурядный хормейстер и актёр. Перейдя в «Русско-народный театр», выступал на сцене с ведущими партиями в музыкальных постановках. Василий Николаевич имел неплохой, поставленный голос — лирико-драматический тенор.
В 1906 году Николай Карпович Садовский организовал театр и пригласил для работы в нём как выдающихся мастеров старшего поколения, так и любителей, среди которых был и Верховинец, которому пришлось переехать из Галичины в Киев. В 1907 году в труппу Садовского среди других актёров была приглашена Е. Доля — будущая жена Верховинца, актриса, исполняла роли травести.
В театре Садовского Верховинец работал над созданием сценических образов. Киевлянам нравился его тенор и мастерская игра в ролях Петра («Наталка Полтавка» Н. Лысенко), Андрея («Запорожец за Дунаем» С. Гулака-Артемовского), Льва («Майская ночь» Н. Лысенко), Йонтека («Галька» Монюшко), Вашека («Проданная невеста» Б. Сметаны), Андрея («Катерина» Н. Аркаса).

### Хормейстерская и дирижёрская деятельность
Впоследствии перешёл на хормейстерскую и дирижёрскую работу. Одновременно успешно окончил теоретический класс школы Н. В. Лысенко под руководством профессора Г. Л. Любомирского. Некоторое время он работал вместе с хормейстером-дирижёром А. А. Кошицем. Им было написано большое количество хоров, революционных маршей и романсов на слова Леси Украинки, И. Франко, А. Олеся, М. Рыльского, П. Тычины и других украинских поэтов.
Верховинец достиг больших успехов по делу хореографии. 23 ноября 1910 года в театре Садовского состоялась премьера комической оперы Лысенко «Энеида». Особенно интересными были веснушки карфагенянок и гопак на Олимпе в постановке Верховинца. Интересным был танец молодёжи возле корчмы, поставленный им же для драмы И. Франко «Украденное счастье» (премьера 7 марта 1912). Изобретательно скомпонованы и поставлены Василием Николаевич обрядовые «хоры веснушек» в пьесе «Маруся Богуславка» имели исключительный успех у зрителей.
Весной 1915 года Верховинец вышел из труппы Садовского и перешёл в театр под руководством И. А. Марьяненко. В этом коллективе был хормейстером-дирижёром и хореографом.
Пользуясь возможностью бывать в разных уголках Украины благодаря гастролям театра, Верховинец глубоко изучал быт и творчество украинского народа. Он много времени исследовал украинские народные танцы, проводил этнографические исследования, записывал традиционные танцы и танцевальные шаги в украинских сёлах, им записаны танцы «Роман» и «Гопак», «Василиха», «Шевчик», «Рыбка». Также Василий Николаевич описал украинскую свадьбу. Книга «Украинская свадьба» в 1912 году стала его первой научной работой. Вторая работа «Украинские танцы» (1913) стала результатом упорных исследований в области народных танцев.

К тому времени положение в отрасли хореографии было не самым лучшим. В. М. Верховинец говорил: 
Украинского балета ещё не было и нет, он ещё в народе как материал. То, что мы до сих пор видели на сценах, в забавах и вечеринках — это только слабая или плохая имитация, а в основном эквилибристика в украинской одежде под невозможно быстрый темп украинского казачка.
В целях создания прочной теоретической базы для дальнейшего развития национальной хореографии Верховинец написал книгу «Теория украинского народного танца» (1919). Это было первое на Украине обстоятельное исследование характера и принципа построения украинской народной хореографии, исследования, целью которого было создание на народной основе национального профессионального балета. «Теория украинского народного танца» выдержала пять переизданий. В 1923 году была опубликована ещё одна работа В. М. Верховинца — сборник детских игр с песнями «Весняночка», в которой излагалась методология работы с детьми.
В 1918 году возглавил Украинский национальный хор в Полтаве. В 1919—1920 годах Василий Верховинец преподавал в Музыкально-драматическом институте им. Н. В. Лысенко. В 1920—1932 годах руководил кафедрой искусствоведения Полтавского института народного образования, хоровой студией им. Стеценко при Музыкальном обществе им. Леонтовича (Киев), в 1927—1928 годах был руководителем хора Харьковского драматического театра.
Основатель и главный хормейстер Первой украинской государственной музыкальной комедии (1929—1931). Постановки: «Орфей в аду», «Цыган барон», «Гейша», «Запорожец за Дунаем» и хоровой спектакль «Вечерницы».
В 1930 году Харьковский оперный театр осуществил постановку первого украинского балетного спектакля «Пан Каневский» (муз. М. Вериковского и Ю. Ткаченко). Верховинец был приглашён как сопостановщик этого спектакля. В том же году Василий Николаевич в Полтаве создал «Женхоранс» — женский коллектив театрализованного пения. Ансамбль подавал песню, сопровождая её ритмичными движениями, которые воспроизводят определённый образ, подсказанный содержанием произведения. Это был новый оригинальный жанр театрализованной песни, который базировался на традиции украинских песен-диалогов, игровых песен, танцев. П. П. Вирский писал:

Достижения созданного им вокально-хореографического ансамбля «Женхоранс» — это наша классика, это яркая страница в истории украинской хореографии. Лучшие традиции «Женхоранса» свято чтут все танцевальные коллективы Украины, в этих традициях, в частности, воспитывается и Государственный заслуженный ансамбль танца Украинской ССР.

В 1933—1934 годах на Одесской киностудии Иван Петрович Кавалеридзе работал над картиной «Колиивщина», был приглашён и Василий Николаевич Верховинец, он руководил хором, который снимался в этом кинофильме. Одновременно он также принимал участие в съёмках фильма и как актёр.
В марте 1936 года украинский женский хоровой ансамбль под руководством Верховинца принял участие в декаде украинского искусства в Москве. За это успешное выступление весь коллектив ансамбля был премирован Совнаркомом СССР, а Верховинца наградили орденом «Знак Почёта» (23.03.1936 — «за выдающиеся заслуги в деле развития украинского оперного искусства, украинской музыки, песни и танцев»).

### Арест и гибель
В 1927 и 1932 годах его дважды арестовывали в Полтаве по обвинению в принадлежности к СОУ, но за отсутствием доказательств он был освобождён. 23 декабря 1937 года его снова арестовали. Верховинец обвинялся в преступлениях, как активный участник контрреволюционной националистической организации. После многочасовых допросов Верховинец признал себя виновным и утверждал, что в 1919 году в Полтаве принимал непосредственное участие в организации повстанческого выступления против Советской власти. Следователи не останавливались ни перед чем, чтобы доказать несуществующую вину допрашиваемого. Подчёркивалось, что Верховинец занимался активной борьбой против Советской власти на протяжении 20 лет её существования. Василия Верховинца обвиняли в шпионской деятельности в пользу Польши, в том, что он якобы в течение 1928—1930 годов восстановил повстанческую организацию в Полтаве и одновременно установил связь с активистами националистической организации в Харькове.
В 1938 году был арестован. Выездная сессия Военной коллегии Верховного суда СССР 10 апреля 1938 года в городе Киеве приговорила В. Н. Верховинца к расстрелу. Приговор приведён в исполнение в Киеве 11 апреля 1938 года.

### Реабилитация и память
Лишь через 19 лет, 7 июля 1957 года Союз композиторов Украины обратился к военному прокурору с просьбой реабилитации композитора. 25 апреля 1958 года Василий Верховинец был реабилитирован Верховным судом СССР.
В 1966 году на фасаде Полтавского педагогического института установлена мемориальная доска Верховинцу (обновлена в 1988 году, скульптор В. Белоус). В 1988 году в родном селе установлена памятная стела в его честь (скульптор В. Лендьел). В Полтаве, Киеве и родном селе именем Верховинца названы улицы. В 1997, 2000 и 2002 годах проводились областные конкурсы хореографических миниатюр «Осенние фантазии» им. Верховинца по инициативе Херсонского областного центра народного творчества. С 2003 года эти конкурсы проводятся с названием «Верховинца степной колодец».

## Труды
- «Українське весілля» (1912);
- «Теорія українського народного танцю» (К., 1919, 4-е вид. 1991) — первое в украинской хореографии исследование;
- Сборник для детей «Весняночка» (X., 1923, 5-е вид. 1990).